# Katharina Bickerich-Stoll
Katharina Bickerich-Stoll (* 24. Juni 1915 in Riga; † 16. Oktober 2015 in Bergholz-Rehbrücke) war eine deutsche Mykologin und Autorin mehrerer Pilzbestimmungsbücher, die in der DDR weite Bekanntheit erlangten.

## Leben
Bickerich-Stoll wurde 1915 als die Tochter des Mykologen und Ornithologen Ferdinand Erdmann Stoll in Riga geboren und wuchs in Lettland auf. Im Jahr 1939 musste sie im Zuge der Umsiedlung der Deutsch-Balten mit ihrer Familie nach Deutschland übersiedeln. Im Jahr 1943 schloss sie ein Studium an der Staatlichen Hochschule für Kunsterziehung ab. Seit 1948 lebte sie in Bergholz-Rehbrücke.
Von 1954 bis 1983 arbeitete Bickerich-Stoll am Bezirkshygieneinstitut Potsdam, wo sie Ärzten bei der Erkennung von Pilzvergiftungen half. Zusammen mit ihrem Ehemann Günther Bickerich (1903–1993) zählte sie zu den bekanntesten Pilzexperten in der DDR. Ihre seit 1964 erschienenen Pilzratgeber illustrierte sie selbst, griff aber auch auf Pilzaquarelle aus der Sammlung ihres Vaters zurück. Sie schrieb ihre Bücher als Ehrerweisung an ihren Vater immer unter ihrem Doppelnamen.
Bickerich-Stoll war auch als Künstlerin tätig.

## Bibliografie
- Taschenbuch der wichtigsten heimischen Pilze. Urania Verlag, Leipzig – Jena – Berlin, 1965.
- Pilze sicher bestimmt. Urania Verlag, Leipzig – Jena – Berlin, 1. Auflage, 1980, ISBN 978-3-332-00144-0. (Entstanden aus den beiden Bänden Heimische Pilze 1 und Heimische Pilze 2 der Autorin, mehrere Auflagen, Urania Verlag)
- Pilze. Katharina Bickerich-Stoll, mit Illustrationen von Christiane Gottschlich. Der Kinderbuchverlag, Berlin, 1. Auflage, 1981.